# 윤춘호 (바둑 기사)
윤춘호(尹春浩, 1981년 6월 30일 ~ )은 대한민국 출신의 일본 프로 바둑 기사이다. 

## 약력
- 1997년 : KBS 바둑왕전 기록자
- 1999년 : 1회 이창호배 전국아마바둑선수권대회 우승
- 2001년 : 6회 지송배 우승
- 2004년 : 제35회 전국 아마 바둑 최고위전 우승
- 2006년 : 일본 아마명인전 우승
- 2008년 7월 27일 : 3회 아사히아마바둑명인전 우승 대 홍맑은샘 2:1
- 2010년 5월 14일 : 관서기원 입단 통과 12일 호시카와 2단 14일 기와다 초단 연파
- 2013년 5월 2일 승단